# 博羅希
50°18′54″N 35°55′38″E / 50.31500°N 35.92722°E
博羅希（烏克蘭語：Борохи）是位於烏克蘭東部的村莊，由哈爾科夫州博霍杜希夫區的佐洛奇夫市鎮負責管轄。該村始建於1700年，面積0.16平方公里，海拔高度177米，2001年人口20，人口密度每平方公里129人。